# Spilosoma pseudosparsata
Spilosoma pseudosparsata là một loài bướm đêm thuộc phân họ Arctiinae, họ Erebidae.